# Osterberg (Lotte)

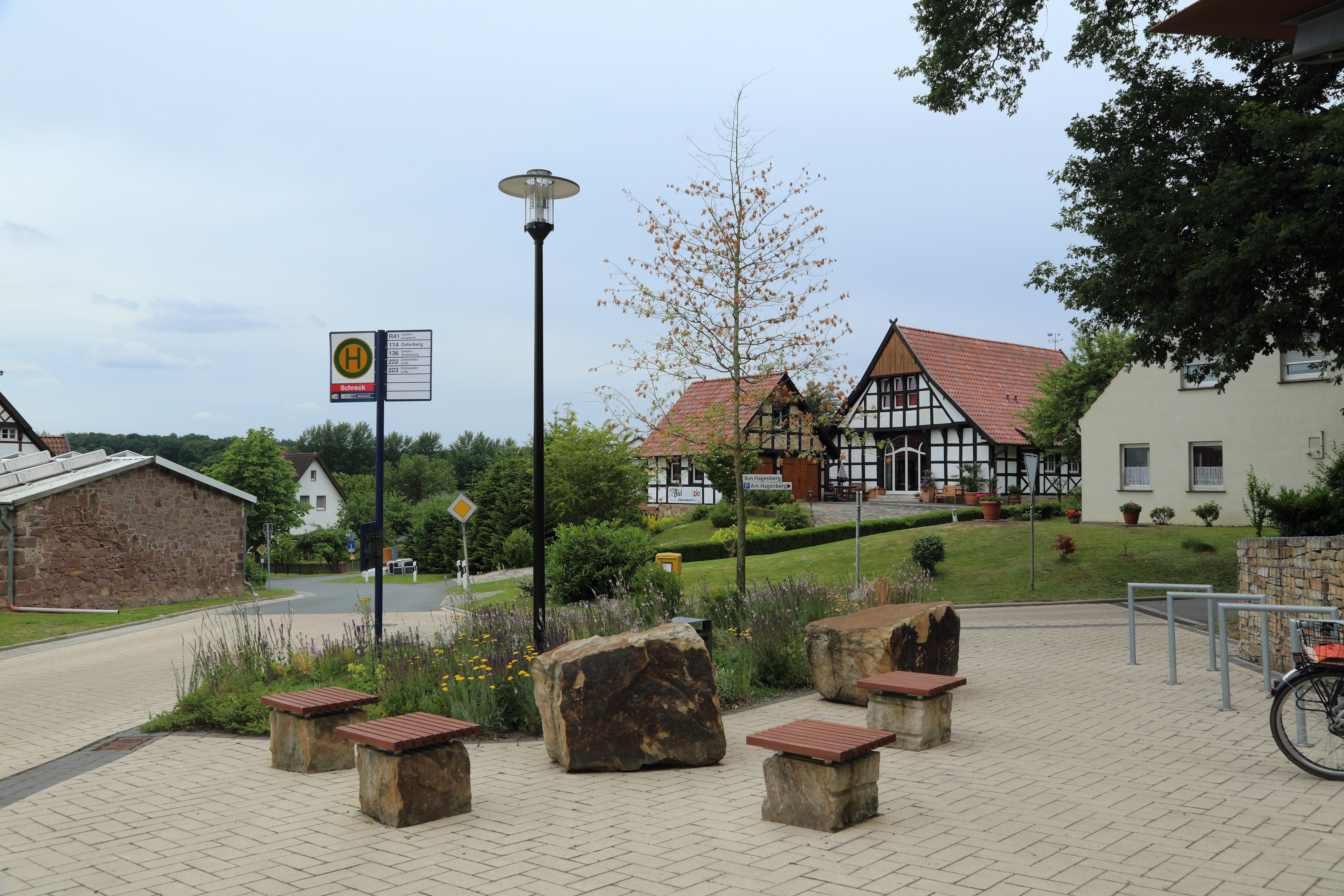
Gestaltung und Bebauung am Osterberger Münsterplatz

Osterberg ist ein Ortsteil der Gemeinde Lotte in Nordrhein-Westfalen. In verschiedenen Quellen wird der lateinische Name Mons oriens mit angegeben.

## Geschichte
Der Ort geht auf eine Bauerschaft zurück, die erstmals im Jahre 1251 Erwähnung fand. Das 1410 entstandene Kloster des Kreuzherrenordens prägte den Ortsteil und war bis 1633 ein wichtiger Teil der Gemeinde Lotte: Im Zuge der Reformation, die in der Grafschaft Tecklenburg von Graf Conrad von Tecklenburg eingeführt wurde, wurde es 1538 verlassen. Die Chorherren kehrten erst nach dem Tod des Grafen 1557 zurück. Graf Adolf von Tecklenburg stellte das Kloster 1618 unter weltliche Verwaltung, doch elf Jahre später sorgte Kaiser Ferdinand mit seinem Restitutionsedikt vom 6. März 1629 dafür, dass die Katholiken die eingezogenen Güter und Stifte zurückerhielten. Während des Dreißigjährigen Krieges nahmen die Schweden 1633 das Kloster ein, was dessen endgültiges Ende bedeutete. Nach dem Weggang der Kreuzherren wurde die ehemalige Klosterkirche zwar zunächst noch weiterhin für Gottesdienste genutzt, laut einem Zeugnis aus dem Jahr 1665 war sie aber zu diesem Zeitpunkt bereits zur Ruine verfallen. Johann Diederich von Steinen berichtete hingegen noch 1720, in der „überaus schönen Kirche daselbst“ werde noch regelmäßig gepredigt.
Die Klostergebäude sind bis auf wenige Überreste nicht erhalten geblieben; auf der Ruine steht eine etwa 600 Jahre alte denkmalgeschützte Hofanlage. Zur Erinnerung an die Bierbraukunst der Kreuzherren wurde in Osterberg ein Hopfengarten eingerichtet. Dort befindet sich auch ein Gedenkstein, der im Jahr 2001 anlässlich der 750-Jahr-Feier des Ortes aufgestellt wurde.

## Sehenswürdigkeiten
- In der Liste der Baudenkmäler in Lotte (Westfalen) sind für Osterberg zwei Baudenkmale aufgeführt.